# FIFA 랭킹
FIFA 랭킹(FIFA World Rankings)은 세계 각국의 축구실력을 비교하기 위해 1993년 8월에 도입된 순위이다. 정식 명칭은 스폰서인 코카콜라의 이름을 포함하여 FIFA/코카콜라 세계 랭킹(FIFA/Coca-Cola World Ranking)이다.

## 개요
경기 결과에 따라 순위가 결정되며, 가장 약한 팀이 하위에 랭크된다. 순위 결정에는 국가 대표팀이 FIFA가 인정하는 국제 경기를 치르고 나서 승점을 획득하면 점수를 얻는 점수 시스템이 사용된다. 아무리 FIFA가 인정하는 국제 경기를 많이 치른다 하더라도 5점차 이상의 대패를 하거나 자신보다 FIFA 랭킹이 20단계 이상 아래인 팀에게 패할 경우 FIFA 랭킹이 오히려 내려간다. 일례로 아르헨티나의 경우 2008년 6월까지 FIFA 랭킹 1위를 지켰으나 유로 2008에서 스페인이 우승한 데다가 아르헨티나는 2010년 FIFA 월드컵 남미 지역예선에서 세 수 이상 아래인 볼리비아에게 1-6으로 대패하는 바람에 FIFA 랭킹이 5위권 밖으로 밀려나고 심지어는 1개월간 아르헨티나보다 한 수 아래인 잉글랜드보다도 아래로 내려가고 말았다. 순위는 팀의 최근 4년간의 경기 결과를 반영하고 있는데, 팀이 요즘들어 얼마나 강한 상태인지 알 수 있도록 하기 위해, 최근 경기이거나 중요한 경기일수록 가중치가 높다.

2006년 FIFA 월드컵 종료 후, 랭킹 시스템이 한 번 쇄신되었다. 새로운 랭킹 시스템에 의한 랭킹이 2006년 7월 12일 최초로 발표되었다. 두드러진 변화는, 지난 8년간의 경기 결과를 반영하는 것이 아니라, 지난 4년간의 경기 결과를 반영한다는 점이며 승리에 따른 점수가 모든 팀이 동일한 것이 아닌 대륙별로 차등을 두는 점수제로 유럽과 남미를 상대로 승리할 경우 최상위권 점수를, 오세아니아를 상대로 승리할 경우 최하위권 점수를 차지하도록 변경되었다. 국가 대표팀의 상대적인 강하고 약함을 효과적으로 나타내지 못한다는 비판을 받고 나서 이렇게 바뀌었다. 랭킹 시스템이 쇄신된 이유로 멕시코가 2006년 FIFA 월드컵 당시 약체들을 상대로 승리를 많이 거두는 바람에 이보다 더 강팀으로 평가되는 네덜란드와 포르투갈을 제치고 톱시드로 선정되었기 때문이었다. 이렇게 되는 바람에 네덜란드는 아르헨티나가 톱시드인 조로 들어갔으며 당시 월드컵에서 유럽 3팀이 한조에 몰리는 것을 방지하기 위해 특별시드로 분류해놓았던 세르비아 몬테네그로까지 이 조로 편성되는 바람에 월드컵 역사상 수위를 다투는 죽음의 조가 편성되고 말았다. 이를 방지하기 위해 대륙별로 난이도에 차등을 두는 시스템으로 FIFA 랭킹의 대안이 될 만한 랭킹이 고안되기도 하였다. 이른바 세계 축구 이엘오 등급(World Football ELO Ratings)이라는 것인데, 체스에서의 이엘오 등급 체계를 따라한 것이다. 또한, 이른바 UFWC (Unofficial Football World Championships) 랭크란 것도 있는데, "비공식 축구 세계 챔피언십"을 얼마나 많은 횟수만큼 방어를 했느냐에 따라 순위를 매긴다. 이 챔피언십은 오직 순위를 매길 목적으로 고안된 가상의 대회이다.

그리고 2018년 FIFA 월드컵 종료 후, 다시 한 번 랭킹 시스템이 변경되었다. Elo 랭킹과 같은 방식으로 산정하여 기존에 있던 대륙별 가중치와 홈 앤 어웨이 가중치를 폐지하였다. 그리고 2021년 4월부터는 포인트의 표시를 소수점 두 자리까지 반영하였다.

## 산정 방식 (2018년 8월 FIFA 랭킹 이후)

### 경기 결과 가중치
| 결과                 | 점수 |
| -------------------- | ---- |
| 승리                 | 1    |
| 승부차기 승리        | 0.75 |
| 무승부 승부차기 패배 | 0.5  |
| 패배                 | 0    |

### 경기 가중치
| 종류                                                                                             | 점수 |
| ------------------------------------------------------------------------------------------------ | ---- |
| FIFA 공식 일정 외의 친선전                                                                       | 5    |
| FIFA 공식 일정 내의 친선전                                                                       | 10   |
| 대륙별 네이션스 리그 조별 예선                                                                   | 15   |
| 대륙별 네이션스 리그 플레이오프 및 결승전 FIFA 컨페더레이션스 컵 전 경기 FIFA 월드컵 대륙별 예선 | 25   |
| 대륙별 컵대회 8강전 이전 경기                                                                    | 35   |
| 대륙별 컵대회 8강전부터 결승전                                                                   | 40   |
| FIFA 월드컵 8강전 이전 경기                                                                      | 50   |
| FIFA 월드컵 8강전부터 결승전                                                                     | 60   |

### 포인트 계산
산정 공식은 다음과 같다.
{\displaystyle P=P_{\text{before}}+I(W-W_{e})}
- Pbefore – 해당 팀의 경기 이전의 점수
- I – 해당 경기의 가중치
- W – 경기 결과 가중치
- We의 공식은 다음과 같다.

{\displaystyle W_{e}={\frac {1}{10^{-{\frac {dr}{600}}}+1}}}
- dr – 해당 팀과 상대 팀간의 포인트 차이

### 2018년 8월 FIFA 랭킹 발표 전
2017년 9월, FIFA는 랭킹 시스템을 검토하고 있으며 FIFA 랭킹을 개선하기 위해 변경이 있을 경우, 2018 FIFA 월드컵 예선이 끝난 후 결정할 것이라고 발표했다. FIFA는 2018년 6월 10일 2018년 FIFA 월드컵 결승전 이후에 랭킹 시스템을 변경할 것이라고 발표했다.

FIFA는 2018년 7월에 새로운 랭킹 시스템을 도입할 예정이었지만 7월과 8월 랭킹 날짜 사이에 예정된 경기는 2018년 8월까지 연기되었다. ESPN의 데일 존슨과 같은 축구 기자들의 추측은 새로운 순위의 예측이 기존 순위와 상대적으로 거의 변화가 없었기 때문이었다. 월드컵 조별 예선에서 탈락한 독일과의 순위는 여전히 상위권팀으로 남아 있기에 FIFA는 원래 2018년 6월부터 기존 FIFA 랭킹 포인트를 시작 값으로 사용할 계획이었지만, 2018년 8월 FIFA 랭킹이 나타났을 때 시작 포인트는 1600점(2018년 6월 FIFA 랭킹 1위인 독일)에서 868점(2018년 6월 FIFA 랭킹에서의 포인트가 0점인 국가들)까지로 정하였다.

산정 공식은 다음과 같다.
{\displaystyle P_{\text{seeding}}=1600-(R-1)\times 4}
- R – 2018년 6월 FIFA 랭킹

### 예외 적용
FIFA 월드컵, 대륙별 대회의 녹아웃 토너먼트 경기 결과에 따라 포인트가 깎일 경우가 발생하면 깎이지 않고 그대로 유지된다.

## 1위
- 첫 FIFA 랭킹 1위: 독일
- 최다 FIFA 랭킹 1위: 브라질
- 이외의 FIFA 랭킹 1위 유경험국

- 포르투갈
- 포르투갈
- 아르헨티나
- 아르헨티나
- 아르헨티나
- 아르헨티나

## 역대 순위
| 연도 | 순위 | 추이 | 비고              |
| ---- | ---- | ---- | ----------------- |
| 1993 | 41   | 0    |                   |
| 1994 | 35   | +6   |                   |
| 1995 | 46   | -11  |                   |
| 1996 | 44   | +2   |                   |
| 1997 | 27   | +17  |                   |
| 1998 | 17   | +10  | 역대 최고 순위    |
| 1999 | 51   | -34  | 역대 최고 폭 하락 |
| 2000 | 40   | +11  |                   |
| 2001 | 42   | -2   |                   |
| 2002 | 20   | +22  | 역대 최고 폭 상승 |
| 2003 | 22   | -2   |                   |
| 2004 | 22   | 0    |                   |
| 2005 | 29   | -7   |                   |
| 2006 | 51   | -22  |                   |
| 2007 | 42   | +9   |                   |
| 2008 | 42   | 0    |                   |
| 2009 | 52   | -10  |                   |
| 2010 | 40   | +12  |                   |
| 2011 | 32   | +8   |                   |
| 2012 | 35   | -3   |                   |
| 2013 | 54   | -19  |                   |
| 2014 | 69   | -15  | 역대 최저 순위    |
| 2015 | 51   | +18  |                   |
| 2016 | 37   | +14  |                   |
| 2017 | 60   | -23  |                   |
| 2018 | 53   | +7   |                   |
| 2019 | 40   | +13  |                   |
| 2020 | 38   | +2   |                   |
| 2021 | 33   | +5   |                   |
| 2022 | 25   | +8   | 17년 만에 20위권  |
| 2023 | 23   | +2   |                   |